# Jorge Arrate
Jorge Félix Arrate Mac Niven (Santiago, 1 de mayo de 1941) es un abogado, economista, escritor y político chileno, exmilitante del Partido Socialista (PS), el cual presidió entre 1990 y 1991. Fue ministro de Estado de los presidentes Salvador Allende, Patricio Aylwin y Eduardo Frei Ruiz-Tagle.
En 2009 fue designado como candidato a la presidencia de la República en representación del pacto político Juntos Podemos Más y de otras fuerzas de la izquierda extraparlamentaria de su país, contienda en la que alcanzó un 6,21 % de los votos.

## Familia y estudios
Hijo del exoficial de Marina, radical, masón y empleado municipal Juan Gabriel Arrate Ducoing y Aileen Mac Niven Seymour, vivió sus primeros años en el barrio santiaguino de Plaza Brasil, lugar donde las familias de sus padres habitaron por largo tiempo. Luego residió en Viña del Mar (1945-1953) y posteriormente en Puente Alto (hasta 1965).
Cursó la enseñanza básica en los colegios Saint Paul y The Mackay School de Viña del Mar. Sus estudios secundarios los hizo en el Instituto Nacional de la capital.
Ingresó a estudiar derecho a la Universidad de Chile en 1958, titulándose en 1964. Al año siguiente inició estudios de posgrado en Desarrollo Económico en la Escuela de Estudios Económicos Latinoamericanos para Graduados (Escolatina) de la Universidad de Chile. Entre 1967-1969, fue becado en Estados Unidos, para seguir un doctorado en economía en Harvard. Obtuvo el grado de Master of Arts en Economía y la candidatura a Ph.D. Regresó a su país al Instituto de Economía de la Universidad de Chile a escribir su tesis doctoral, la cual nunca terminó.
Entre 1973-1987 estuvo exiliado en Roma, Berlín Oriental y Róterdam. Durante los dos primeros años de su exilio fue secretario ejecutivo de Chile Democrático, coordinador de actividades antidictatoriales con base en Roma y Secretario Ejecutivo de la Izquierda Chilena en el Exterior.
Es sobrino nieto de Carlos Dávila, uno de los gestores de la República Socialista de Chile en 1932, casado con la pintora Herminia Arrate.

### Matrimonio e hijos
Está casado en terceras nupcias con la escritora Diamela Eltit. Tiene dos hijos de su primer matrimonio con la abogada Ana María Fernández. Su segunda cónyuge fue la psicóloga Soledad Larraín.

## Actividades académicas
Desde 1966 ha ejercido funciones docentes universitarias. Primero en la Facultad de Derecho de la Universidad de Chile, luego en Escolatina, la Escuela de Sociología de la Universidad Católica y la Facultad de Economía de la Universidad de Chile. En 1970 fue elegido por los tres estamentos universitarios como director del Instituto de Economía y Planificación de esta casa de estudios.
En el exilio fundó junto al ex ministro de Allende, Orlando Letelier, en 1977, el Instituto para el Nuevo Chile, con sede en Róterdam. Dirigió este centro, subsidiado ininterrumpidamente por gobiernos holandeses de distinto signo político desde su fundación hasta 1991. Desde allí contribuyó ala acercamiento de las fuerzas que se oponían a la dictadura de Pinochet, particularmente al diálogo entre socialistas y demócratacristianos. Lideró también las ocho Escuelas Internacionales de Verano que en Róterdam, Mendoza (Argentina) y Santiago, organizó el Instituto, instancia cultural que acogió a miembros de los partidos y organizaciones chilenas de fuera y del interior de Chile.
A partir de 1987 ha sido profesor visitante en las Universidad Nacional de Cuyo (Argentina), Universidad de California en Berkeley (Estados Unidos), en dos oportunidades, y la Universidad de Virginia (Estados Unidos).
En 1992 fue el primer director de la Escuela de Administración Pública de la Universidad de Santiago. En 2003-2006 presidió la Corporación Universitaria ARCIS. En 2008 fue docente de la Universidad de Talca.

## Actividades políticas

### Inicios en política
En 1957 fue secretario general de la Federación de Estudiantes Secundarios de Santiago (Feses). En 1961 presidió del Centro de Alumnos de la Escuela de Derecho de la Universidad de Chile y en 1962 candidato a presidente de la Federación de Estudiantes de Chile, con el apoyo del FRAP (Juventud Comunista y Socialista). En 1963 ingresó al Partido Socialista. A comienzos de 1971 fue designado por el Comité Central como jefe de los Profesionales y Técnicos socialistas.

### Gobierno de Salvador Allende (1970-1973)
A fines de 1970 el presidente Salvador Allende le encargó la compra de la Editorial Zig-Zag y la dirección provisoria de la firma que se constituyó con el nombre de Quimantú. A comienzos de 1971 el mandatario lo designó asesor económico y al promediar el año lo nominó vicepresidente ejecutivo de Corporación del Cobre (Codelco), donde tuvo a su cargo el proceso de nacionalización de los yacimientos. En junio y julio de 1972 ejerció, al mismo tiempo, en carácter interino, como ministro de Minería.

### Exilio y dictadura militar (1973-1990)
Luego de su activa participación en el gobierno de Allende el golpe lo sorprendió en el exterior y no pudo regresar a Chile por catorce años. Durante sus dos primeros años de exilio, fue secretario ejecutivo de la Izquierda Chilena en el Exterior (agrupación de los partidos de la Unidad Popular y el MIR) y de Chile Democrático, oficina internacional coordinadora de la solidaridad con la democracia chilena, con sede en Roma. Entre 1975 y 1977 fue secretario de Relaciones Internacionales del PS, cuya sede principal se encontraba en Berlín Oriental.
En 1984 intentó en tres ocasiones ingresar a Chile contra la voluntad de la dictadura y fue rechazado en el aeropuerto de Santiago, con destino a Buenos Aires y Bogotá. En 1987 logró ingresar legalmente al país e incorporarse a las tareas políticas. En 1989 fue elegido, en la primera elección por votación universal que realizó un partido en Chile, como secretario general (en aquel tiempo jefe de la organización) del PS. Arrate fue por primera vez miembro del Comité Central en 1978 y continuó como siéndolo por veinte años.

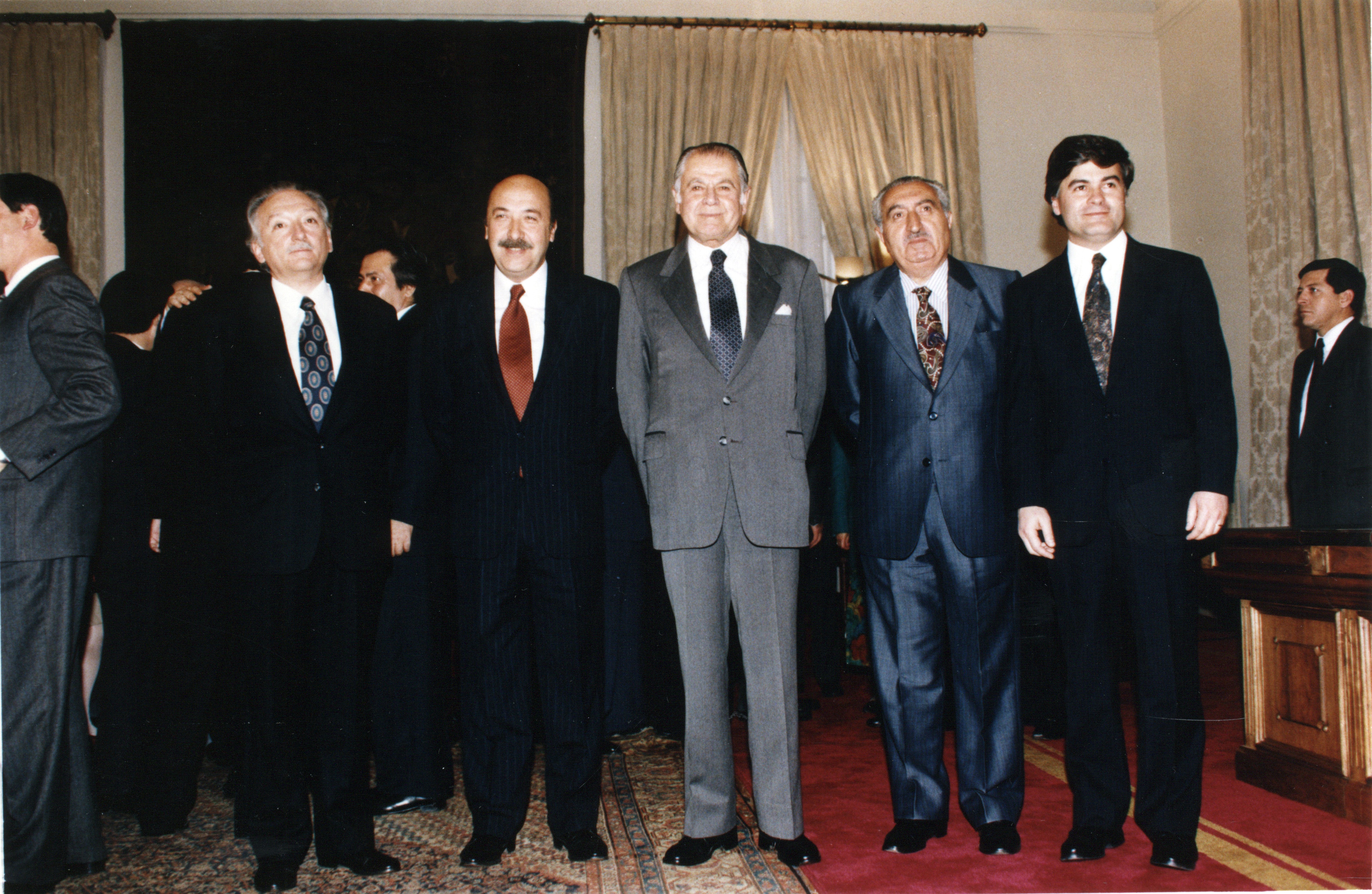
Arrate (el primero de izquierda a derecha) como ministro en 1992.

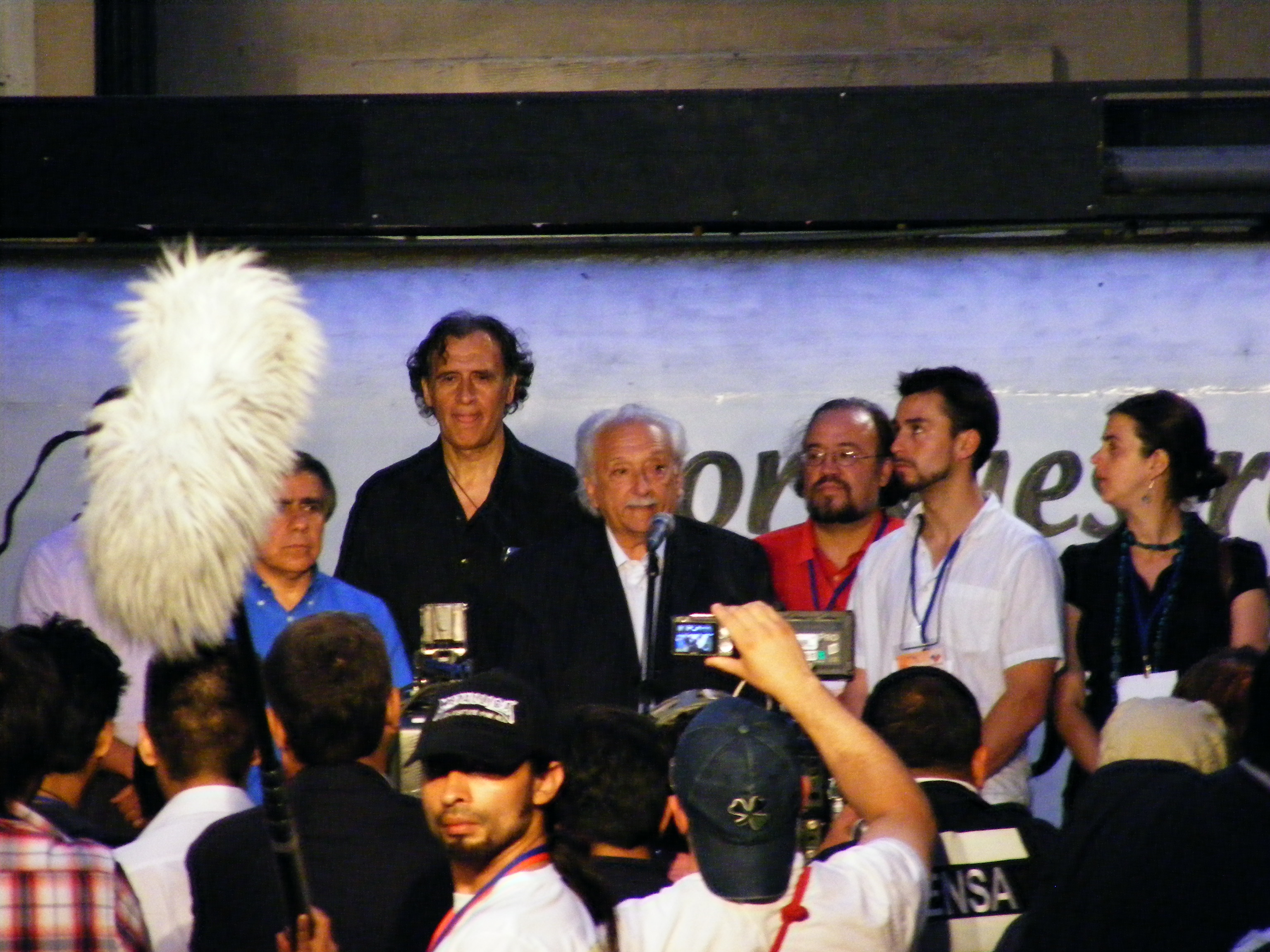
Arrate en conferencia tras la elección presidencial de 2009.

Cuando regresó a Chile asumió la tarea, encomendada por la dirección socialista que encabezaba Ricardo Núñez, de impulsar la reunificación socialista con el sector dirigido por Clodomiro Almeyda. Ya electo jefe de su partido, culminó su misión en el acto de unificación celebrado el 29 de diciembre de 1989. Posteriormente, en el Congreso de Unidad Salvador Allende, celebrado a fines de 1990 en Valparaíso, fue designado presidente del PS.

### Gobiernos de la Concertación (1990-2006)
Cuando aún ejercía la presidencia partidaria Arrate fue proclamado por el Partido Socialista como candidato a alcalde de Santiago en las primeras elecciones municipales democráticas. Si bien el electo fue el candidato demócratacristiano Jaime Ravinet, compañero en la lista de la Concertación, Arrate fue elegido concejal. No alcanzó a asumir el cargo pues renunció antes para ser nombrado como ministro de Educación en el Gobierno de Patricio Aylwin, hasta 1994. Su candidatura aumentó sustancialmente la votación obtenida anteriormente por el PS en la comuna de Santiago.
Un episodio polémico durante su paso por dicho ministerio fue la ampliación del sistema de financiamiento compartido en los colegios subvencionados por el estado a través del copago por parte de los apoderados que tenían a sus alumnos en esos establecimientos educacionales. En su calidad de ministro de Educación, Arrate presidió la Conferencia Interamericana de Ministros de Cultura (La Serena, 1993), el Convenio Andrés Bello, (sede Bogotá, Colombia, 1993-1994) y la Conferencia Interamericana de Ministros de Educación (Santiago, 1994).
Posteriormente se desempeñó como ministro del Trabajo y Previsión Social (1994-1998) y secretario general de Gobierno (1998-1999) durante la administración de Eduardo Frei Ruiz-Tagle. En 1996 fue elegido presidente del Consejo de Administración de la Organización Internacional del Trabajo (OIT), cargo que ejerció por un año. En 1995 había sido vicepresidente de la Conferencia de Ministros del Trabajo del Movimiento de Países No Alineados en Nueva Delhi.
En 2000-2003, durante el Gobierno de Ricardo Lagos, sirvió como embajador en Argentina. En 2005, aceptó la sugerencia de la directiva para ser candidato a senador por la IV Región de Coquimbo, en la que el PS no había electo a nadie para la Cámara Alta desde 1973. Arrate obtuvo cerca del 20% de los sufragios (ver apartado sobre su historia electoral).

### Acercamientos a la izquierda extraparlamentaria y candidatura presidencial de 2009

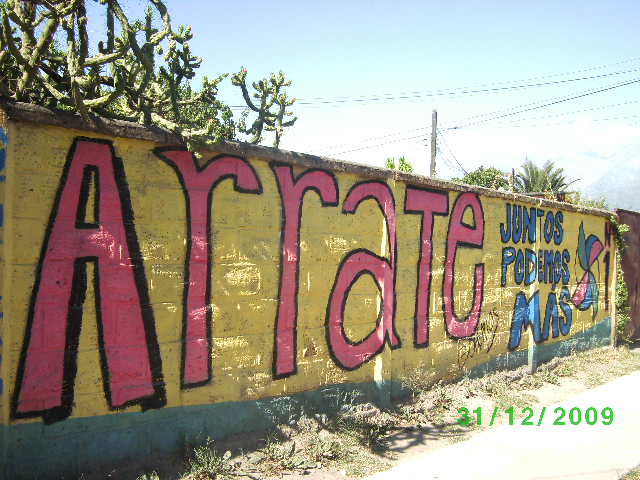
Rayado callejero para la campaña de presidencial en 2009

En 2007 propuso enfrentar el "nuevo ciclo político con un referente nuevo", dando por superada la oficialista Concertación. A comienzos de 2008 varios centenares de miembros de su partido le solicitaron declarar su disponibilidad para una candidatura presidencial con un sello nuevo de izquierda. Arrate aceptó este desafío, centrando sus esfuerzos en la "reconstrucción de un proyecto político que proponga cambios políticos y sociales profundos en la sociedad chilena", modifique el actual modelo económico y ponga término a la democracia excluyente que hoy día existe.
Un paso más lo dio el 14 de enero de 2009, fecha en la que presentó su renuncia al Partido Socialista, con miras a encarar las elecciones de 2009 apoyado por facciones socialistas al margen de la alianza de Gobierno. Éstas lo proclamaron oficialmente cuatro días después.
Su proclamación oficial como candidato del pacto Juntos Podemos- Frente Amplio tuvo lugar en la Asamblea Nacional de Izquierda la noche del 25 de abril, jornada en la que logró superar al dirigente comunista Guillermo Teillier, retirado la misma tarde de la elección, y al humanista Tomás Hirsch.
En julio perdió el apoyo del Partido Humanista, quien lo acusó de acercarse excesivamente al candidato de la Concertación, Eduardo Frei Ruiz-Tagle. Arrate rechazó esta afirmación y lamentó que el PH, que pasó a respaldar al ex socialista Marco Enríquez-Ominami, no diera cumplimiento a sus compromisos. Días después concretó su incorporación al PC con el fin de facilitar su inscripción de acuerdo a la ley como miembro de un partido.
La campaña de Arrate se financió exclusivamente con recursos fiscales proporcionados legalmente y fue notoria su limitación en materia de propaganda. El 13 de diciembre, en la primera vuelta, consiguió un 6,21% de los votos válidamente emitidos, la más alta votación lograda por un candidato de izquierda desde 1970. Sus adversarios lograron un 20,13% en el caso del diputado Marco Enríquez-Ominami, ex PS, quien levantó su opción desde dentro del mundo concertacionista, aunque sin contar con la venia de las élites, el 29,60% Frei Ruiz-Tagle y el 44,05% el economista y empresario abanderado de la derecha, Sebastián Piñera.
Días después de la primera vuelta Arrate y los partidos que lo apoyaron aceptaron una declaración de la candidatura Frei en que señalaba doce puntos que cumpliría desde el gobierno, aunque no suscribieron un acuerdo formal, y dieron su respaldo al candidato de la Concertación para la segunda vuelta.

### Actualidad (2010 a la fecha)

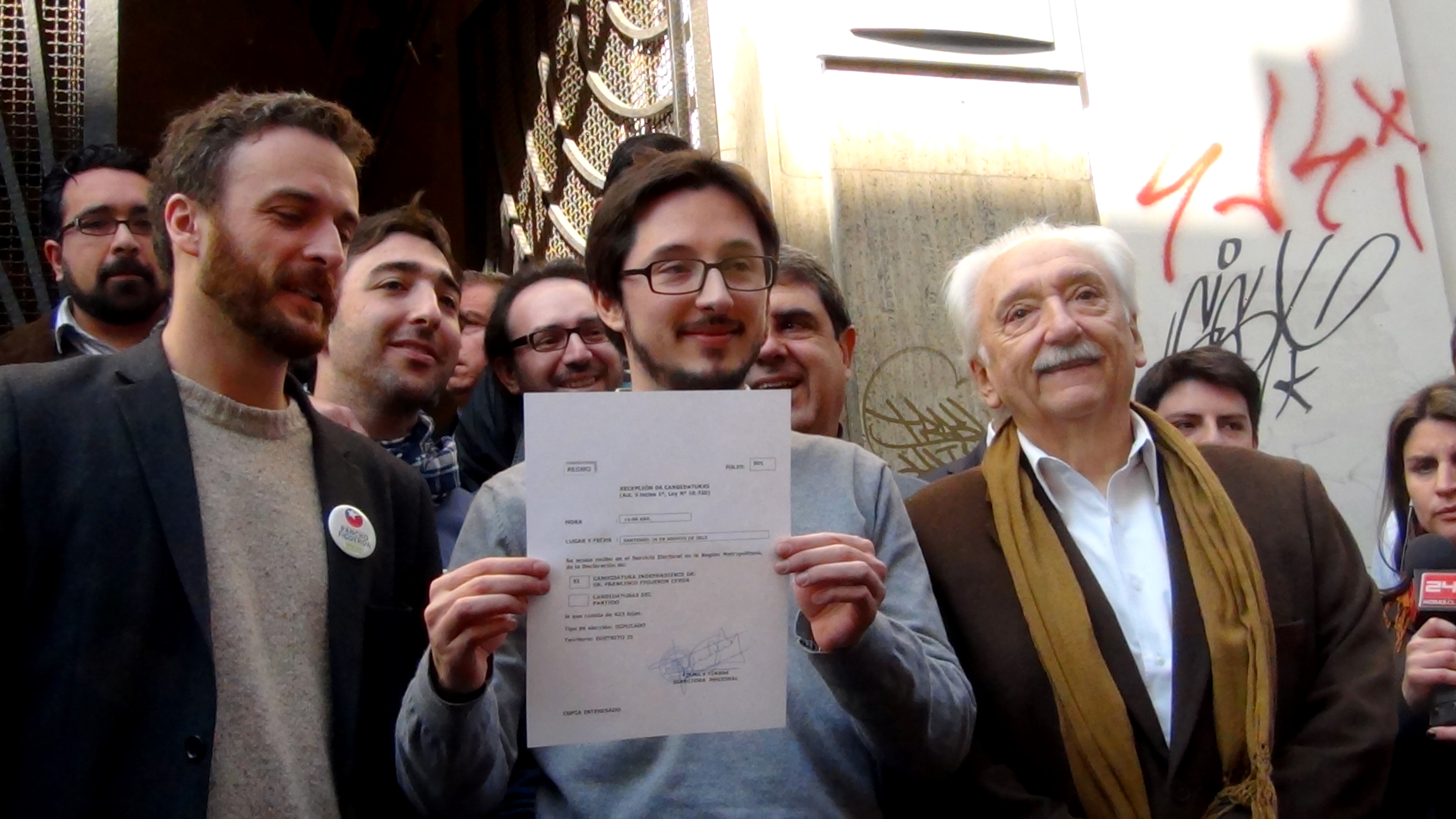
En 2013, Arrate apoyó al candidato independiente a diputado Francisco Figueroa.

Arrate, como había sido acordado previamente, dejó la militancia comunista a comienzos de 2010 a través de una carta al Comité Central del PC en el que expresó su reconocimiento por el apoyo recibido y la aceptación de su condición de miembro de ese partido en el año 2009.
Tras la elección presidencial Arrate propició la generación de un conglomerado de izquierda amplio, heterogéneo, convergente y contemporáneo, que acogiera a diversos segmentos de la izquierda chilena. Se sumó a la directiva del Movimiento Amplio de Izquierda (MAIZ) al que renunció en 2012 debido a los acercamientos de parte importante de la dirigencia a la Concertación de Partidos por la Democracia que devendría finalmente en la Nueva Mayoría. Convertido en un socialista independiente se alejó de la práctica política diaria y para la presidencial de 2013 decidió no apoyar a ningún candidato.
En la elección presidencial de 2017 decidió respaldar a la candidata Beatriz Sánchez, representante del recién formado Frente Amplio. Formó parte del consejo social de su campaña durante la primaria de la coalición.

## Obras
Aparte de sus artículos, entrevistas y discursos, ha publicado ensayo y ficción. La más reciente (2011) es la colección de cuentos "Unas Doradas". En el año 2010 recibió el primer premio en el género "escrituras de la memoria" entregado por el Consejo Nacional del Libro por el texto "Pasajero en Tránsito", una historia real de testimonio y memorias sobre sus intentos de regresar a Chile durante la dictadura.
De sus once libros publicados uno de los de mayor impacto es el texto en dos tomos Memoria de la Izquierda Chilena (2003) en coautoría con Eduardo Rojas. En el ámbito político el breviario escrito junto a Paulo Hidalgo, sobre la historia del socialismo en Chile, Pasión y razón del socialismo (1989) agotó su edición en breve tiempo. Fue, sin embargo, el texto La fuerza democrática de la idea socialista (1985), escrito en el exilio y publicado en varias ediciones en su país, el que tuvo más influencia en las tendencias políticas de los años finales de la dictadura e inicio de la transición.
Como autor de ficción ha publicado dos libros de relatos y dos novelas.
Los textos políticos breves, recogidos en tres compilaciones, han aparecido, entre otros, en diarios y revistas como Arauco, Chile América, Plural, Pensamiento Socialista, Convergencia, La Época, La Tercera, El Mercurio, Ercilla, APSI, Análisis, El Mostrador, Rocinante, Asuntos Públicos,"Punto Final", La Nación (Buenos Aires), La Nación (Santiago), Le Monde Diplomatique (Edición Cono Sur), Le Monde Diplomatique (Edición chilena), Encuentro XXI, Crítica Social, Letra Internacional y periódicos asociados al grupo Project Syndicate y en numerosos medios digitales como El Mostrador, G80, Rebelión, Clarín, Media Pinta y Cooperativa, entre otros.

### Libros
- El socialismo chileno: Rescate y renovación (1983)
- Los regresos de azul (1991)
- La postrenovación: Nuevos desafíos del socialismo (1994)
- El poder es aeróbico (1995)
- El día que murió Irene (1999)
- Memoria de la izquierda chilena (1970-2000) (escrito junto con Eduardo Rojas) (2003)
- Septiembre (2004)
- Pasajeros en tránsito: Una historia real (2007)
- Salvador Allende ¿Sueño o proyecto? (2008)
- Uñas doradas y otros cuentos (2011)
- La (re)vuelta de la izquierda. Diagnósticos, desafío y visiones para la construcción de una nueva izquierda en Chile (2011)
- Weichan. Conversaciones con un weychafe en la prisión política (escrito junto con Héctor Llaitul) (2012)
- Con viento a favor. Del Frente Popular a la Unidad Popular (2017)
- Génesis y ascenso del socialismo chileno: Una antología hasta 1973 (como editor, junto con Carlos Ruiz Encina) (2020)
- Volveremos mañana. Dictadura, destierro y retorno (1973-1992) (2021)

## Historial electoral

### Elecciones municipales de 1992
- Elecciones municipales de 1992 para la alcaldía de Santiago[40]

(Se consideran sólo los candidatos que resultaron elegidos para el Concejo Municipal)
| Candidato                  | Pacto                          | Partido | Votos  | %     | Resultado |
| -------------------------- | ------------------------------ | ------- | ------ | ----- | --------- |
| Jaime Ravinet de la Fuente | Concertación por la Democracia | PDC     | 49 266 | 38,03 | Alcalde   |
| Herman Chadwick Piñera     | Participación y Progreso       | UDI     | 16 933 | 13,07 | Concejal  |
| Jorge Arrate Mac Niven     | Concertación por la Democracia | PS      | 14 559 | 11,24 | Concejal  |
| Arturo Alessandri Cohn     | Participación y Progreso       | Indep.  | 12 750 | 9,84  | Concejal  |
| Fernando Valdés Celis      | Participación y Progreso       | RN      | 4618   | 3,56  | Concejal  |
| Julio Silva Solar          | Concertación por la Democracia | PPD     | 3447   | 2,66  | Concejal  |
| Manuel Díaz Valenzuela     | Concertación por la Democracia | DC      | 1987   | 1,53  | Concejal  |
| Mario Farías Fernández     | Concertación por la Democracia | PR      | 1984   | 1,53  | Concejal  |
| Rodolfo Fortunatti Molina  | Concertación por la Democracia | DC      | 1577   | 1,22  | Concejal  |
| Andrés Koryzma Zep         | Concertación por la Democracia | AHV     | 1551   | 1,20  | Concejal  |

### Elecciones parlamentarias de 2005
- Elecciones parlamentarias de 2005 para la Circunscripción 4, Coquimbo[41]

| Candidato               | Pacto                    | Partido | Votos   | %     | Resultado |
| ----------------------- | ------------------------ | ------- | ------- | ----- | --------- |
| Jorge Pizarro Soto      | Concertación Democrática | PDC     | 101 671 | 40,37 | Senador   |
| Evelyn Matthei Fornet   | Alianza                  | UDI     | 71 697  | 28,47 | Senadora  |
| Jorge Arrate Mac Niven  | Concertación Democrática | PS      | 48 931  | 19,43 |           |
| Arturo Longton Guerrero | Alianza                  | RN      | 12 571  | 4,99  |           |
| Luis Aguilera González  | Juntos Podemos Más       | PC      | 10 607  | 4,21  |           |
| Joaquín Arduengo Naredo | Juntos Podemos Más       | PH      | 6384    | 2,53  |           |

### Elecciones presidenciales de 2009
- Elección presidencial de Chile de 2009 para la Presidencia de la República, primera vuelta[1]

| Candidato                      | Pacto                          | Partido | Votos     | %     | Resultado        |
| ------------------------------ | ------------------------------ | ------- | --------- | ----- | ---------------- |
| Jorge Arrate Mac Niven         | Juntos Podemos Más             | PC      | 430 824   | 6,21  |                  |
| Marco Enríquez-Ominami Gumucio | Nueva Mayoría para Chile       | Indep.  | 1 396 655 | 20,13 |                  |
| Eduardo Frei Ruiz-Tagle        | Concertación por la Democracia | PDC     | 2 053 514 | 29,60 | A segunda vuelta |
| Sebastián Piñera Echenique     | Coalición por el Cambio        | RN      | 3 056 526 | 44,05 | A segunda vuelta |